# Liste der Kategorie-A-Bauwerke in South Ayrshire

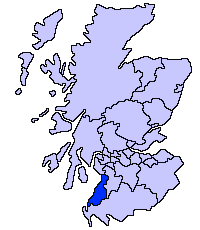
Lage von South Ayrshire in Schottland

Die Liste der Kategorie-A-Gebäude in South Ayrshire umfasst sämtliche in der Kategorie A eingetragenen Baudenkmäler in der schottischen Council Area South Ayrshire. Die Einstufung wird anhand der Kriterien von Historic Scotland vorgenommen, wobei in die höchste Kategorie A Bauwerke von nationaler oder internationaler Bedeutung einsortiert sind. In South Ayrshire sind derzeit 72 Bauwerke in der Kategorie A gelistet.
| Name                                               | Lage                                            | Typ                        | Eintrag | Bild                                               |
| -------------------------------------------------- | ----------------------------------------------- | -------------------------- | ------- | -------------------------------------------------- |
| Oswald Hall                                        | Auchincruive 55° 28′ 42″ N, 4° 33′ 8,8″ W       | Herrenhaus                 | 99      | Oswald Hall                                        |
| Dalquharran Castle                                 | nahe Dailly 55° 16′ 59″ N, 4° 43′ 28,5″ W       | Herrenhaus                 | 125     | Dalquharran Castle                                 |
| Alte Pfarrkirche von Ballantrae                    | Ballantrae 55° 5′ 57,2″ N, 5° 0′ 17,6″ W        | Kirche                     | 869     | Alte Pfarrkirche von Ballantrae                    |
| Auchans Castle                                     | nahe Dundonald 55° 34′ 38,4″ N, 4° 36′ 40,6″ W  | Herrenhaus                 | 984     | Auchans Castle                                     |
| Fairlie House                                      | nahe Dundonald 55° 35′ 26,2″ N, 4° 33′ 49,3″ W  | Herrenhaus                 | 985     |                                                    |
| Lodge von Fairlie House                            | nahe Dundonald 55° 35′ 16,5″ N, 4° 33′ 30,3″ W  | Lodge                      | 987     |                                                    |
| Laigh Milton Viaduct                               | nahe Gatehead 55° 35′ 55,7″ N, 4° 34′ 1,8″ W    | Brücke                     | 990     | Laigh Milton Viaduct                               |
| Oswald’s Temple                                    | Auchincruive 55° 28′ 49″ N, 4° 33′ 41,7″ W      | Teehaus                    | 996     | Oswald’s Temple                                    |
| Kildonan House                                     | nahe Barrhill 55° 6′ 39″ N, 4° 46′ 49,3″ W      | Herrenhaus                 | 1052    | Kildonan House                                     |
| Kilkerran House                                    | nahe Dailly 55° 17′ 32,1″ N, 4° 40′ 17,5″ W     | Herrenhaus                 | 1114    | Kilkerran House                                    |
| Drumburle                                          | nahe Dailly 55° 17′ 31,8″ N, 4° 41′ 43,6″ W     | Wohngebäude                | 1119    | Drumburle                                          |
| Penkill Castle                                     | nahe Old Dailly 55° 14′ 57,4″ N, 4° 47′ 1,1″ W  | Schloss                    | 1148    | Penkill Castle                                     |
| Bargany House                                      | nahe Old Dailly 55° 15′ 53,8″ N, 4° 45′ 54,8″ W | Herrenhaus                 | 1171    | Bargany House                                      |
| Killochan Castle                                   | Old Dailly 55° 15′ 54,4″ N, 4° 47′ 29,5″ W      | Herrenhaus                 | 1173    | Killochan Castle                                   |
| Stallungen von Killochan Castle                    | Old Dailly 55° 15′ 55,3″ N, 4° 47′ 30″ W        | Stallung                   | 1174    |                                                    |
| Wallace’s Monument                                 | nahe Symington 55° 31′ 58,9″ N, 4° 31′ 34,6″ W  | Turm                       | 4856    | Wallace’s Monument                                 |
| 3 Grey Gables                                      | nahe Monkton 55° 31′ 35,5″ N, 4° 37′ 44,5″ W    | Villa                      | 6385    |                                                    |
| Windmühle von Ballantrae                           | Ballantrae 55° 6′ 23,5″ N, 4° 59′ 42,6″ W       | Windmühle                  | 6634    | Windmühle von Ballantrae                           |
| Taubenturm von Kirkmichael                         | nahe Kirkmichael 55° 20′ 20,6″ N, 4° 35′ 7,6″ W | Taubenturm                 | 7558    |                                                    |
| Kirkoswald Parish Church                           | Kirkoswald 55° 19′ 43,8″ N, 4° 46′ 35″ W        | Kirche                     | 7583    | Kirkoswald Parish Church                           |
| Souter Johnnie’s Cottage                           | Kirkoswald 55° 19′ 48,9″ N, 4° 46′ 33,9″ W      | Wohngebäude                | 7586    | Souter Johnnie’s Cottage                           |
| Baltersan Castle                                   | nahe Maybole 55° 20′ 34,1″ N, 4° 42′ 35,3″ W    | Tower House                | 7588    | Baltersan Castle                                   |
| Culzean Castle                                     | nahe Maidens 55° 21′ 16,7″ N, 4° 47′ 21,3″ W    | Schloss                    | 7595    | Culzean Castle                                     |
| Culzean Castle Home Farm                           | nahe Maidens 55° 21′ 21,8″ N, 4° 46′ 57,7″ W    | Bauernhof                  | 7596    | Culzean Castle Home Farm                           |
| Camellia House                                     | nahe Maidens 55° 21′ 8,3″ N, 4° 47′ 22,4″ W     | Gewächshaus                | 7597    | Camellia House                                     |
| Hoolity Ha’                                        | nahe Maidens 55° 21′ 19″ N, 4° 46′ 32,3″ W      | Lodge                      | 7603    | Hoolity Ha’                                        |
| Schwanenteich von Culzean Castle                   | nahe Maidens 55° 20′ 51,9″ N, 4° 48′ 4,9″ W     | Gartenanlage               | 7605    | Schwanenteich von Culzean Castle                   |
| Badehaus von Culzean Castle                        | nahe Maidens 55° 21′ 13″ N, 4° 47′ 33,9″ W      | Badehaus                   | 7609    |                                                    |
| Gärten von Culzean Castle                          | nahe Maidens 55° 21′ 2,1″ N, 4° 47′ 28,1″ W     | Gärten                     | 7612    | Gärten von Culzean Castle                          |
| Cat Gates                                          | nahe Maidens 55° 20′ 42,5″ N, 4° 47′ 40,3″ W    | Toreinfahrt                | 7614    | Cat Gates                                          |
| Cassillis Castle                                   | nahe Maybole 55° 22′ 52,4″ N, 4° 37′ 14,9″ W    | Herrenhaus                 | 13655   | Cassillis Castle                                   |
| St Cuthbert’s Church                               | Monkton 55° 30′ 54,9″ N, 4° 36′ 6,9″ W          | Kirchenruine               | 14251   | St Cuthbert’s Church                               |
| Windmühle von Monkton                              | Monkton 55° 31′ 7,1″ N, 4° 35′ 44,9″ W          | Windmühle                  | 14252   | Windmühle von Monkton                              |
| Macrae’s Monument                                  | Monkton 55° 31′ 14,2″ N, 4° 35′ 26,5″ W         | Denkmal                    | 14253   | Macrae’s Monument                                  |
| Newark Castle                                      | Alloway 55° 25′ 17,4″ N, 4° 39′ 7,6″ W          | Schloss                    | 14300   |                                                    |
| Tarbolton Parish Church                            | Tarbolton 55° 30′ 47,1″ N, 4° 29′ 14,3″ W       | Kirche                     | 14349   | Tarbolton Parish Church                            |
| Neilshill House                                    | Mossblown 55° 30′ 12,3″ N, 4° 31′ 13,1″ W       | Villa                      | 14355   |                                                    |
| Symington Parish Church                            | Symington 55° 32′ 58,6″ N, 4° 33′ 45,2″ W       | Kirche                     | 14357   | Symington Parish Church                            |
| Coodham House                                      | nahe Symington 55° 33′ 40,1″ N, 4° 32′ 42,4″ W  | Herrenhaus                 | 14368   | Coodham House                                      |
| Straiton Parish Church                             | Straiton 55° 18′ 41,5″ N, 4° 33′ 11,5″ W        | Kirche                     | 19089   | Straiton Parish Church                             |
| Blairquhan House                                   | nahe Straiton 55° 18′ 58,1″ N, 4° 34′ 39,1″ W   | Herrenhaus                 | 19094   | Blairquhan House                                   |
| Burns Bachelors’ Club                              | Tarbolton 55° 30′ 47,4″ N, 4° 29′ 10,1″ W       | Cottage                    | 19689   | Blairquhan                                         |
| Brig o’ Doon                                       | Alloway 55° 25′ 33,3″ N, 4° 38′ 12,4″ W         | Brücke                     | 21474   | Brig o’ Doon                                       |
| Burns Cottage                                      | Alloway 55° 25′ 58,2″ N, 4° 38′ 0,5″ W          | Wohngebäude                | 21476   | Burns Cottage                                      |
| Robert Burns Monument                              | Alloway 55° 25′ 37″ N, 4° 38′ 12,3″ W           | Denkmal                    | 21477   | Robert Burns Monument                              |
| Old Bridge of Ayr                                  | Ayr 55° 27′ 52,6″ N, 4° 37′ 46″ W               | Brücke                     | 21495   | Old Bridge of Ayr                                  |
| Barns House                                        | Ayr 55° 27′ 34,6″ N, 4° 38′ 0,4″ W              | Villa                      | 21496   |                                                    |
| Craigie House                                      | Ayr 55° 27′ 30,4″ N, 4° 36′ 42,1″ W             | Herrenhaus                 | 21556   | Craigie House                                      |
| Holy Trinity Church                                | Ayr 55° 27′ 41″ N, 4° 37′ 58,2″ W               | Kirche                     | 21586   | Holy Trinity Church (Ayr)                          |
| Auld Kirk of Ayr                                   | Ayr 55° 27′ 46,1″ N, 4° 37′ 43,3″ W             | Kirche                     | 21653   | Auld Kirk of Ayr                                   |
| Torhaus der Auld Kirk of Ayr                       | Ayr 55° 27′ 46,9″ N, 4° 37′ 45,3″ W             | Torhaus                    | 21654   |                                                    |
| Loudoun Hall                                       | Ayr 55° 27′ 53,4″ N, 4° 37′ 57,6″ W             | Wohngebäude                | 21656   | Loudoun Hall                                       |
| 1–3 New Bridge Street                              | Ayr 55° 27′ 53,6″ N, 4° 37′ 53,3″ W             | Wohn- und Geschäftsgebäude | 21689   | 1–3 New Bridge Street (erstes Gebäude links)       |
| Rathaus von Ayr                                    | Ayr 55° 27′ 51,5″ N, 4° 37′ 55″ W               | Rathaus                    | 21692   | Rathaus von Ayr                                    |
| 34 New Bridge Street                               | Ayr 55° 27′ 51,1″ N, 4° 37′ 57,5″ W             | Geschäftsgebäude           | 21700   |                                                    |
| Rozelle House                                      | Ayr 55° 26′ 11,5″ N, 4° 37′ 42,4″ W             | Herrenhaus                 | 21763   | Rozelle House                                      |
| Queen’s Court House                                | Ayr 55° 27′ 48,1″ N, 4° 37′ 58,6″ W             | Geschäftsgebäude           | 21777   |                                                    |
| Lady Cathcart’s House                              | Ayr 55° 27′ 49,5″ N, 4° 38′ 0″ W                | Wohn- und Geschäftsgebäude | 21788   | Lady Cathcart’s House                              |
| Savoy Croft                                        | Ayr 55° 27′ 22,1″ N, 4° 38′ 18,2″ W             | Villa                      | 21795   |                                                    |
| 14 Wellington Square                               | Ayr 55° 27′ 40,8″ N, 4° 38′ 16,2″ W             | Verwaltungsgebäude         | 21820   | 14 Wellington Square                               |
| Maybole Castle                                     | Maybole 55° 21′ 17,3″ N, 4° 40′ 51,7″ W         | Herrenhaus                 | 37709   | Maybole Castle                                     |
| St John’s Cottage                                  | Maybole 55° 21′ 23,2″ N, 4° 40′ 13,4″ W         | Villa                      | 37718   |                                                    |
| Marktkreuz von Prestwick                           | Prestwick 55° 30′ 5,3″ N, 4° 36′ 39,9″ W        | Marktkreuz                 | 40328   | Marktkreuz von Prestwick                           |
| Salt Pan Houses                                    | Prestwick 55° 29′ 26″ N, 4° 37′ 24″ W           | Industriegebäude           | 40332   | Salt Pan Houses                                    |
| Piersland House Hotel                              | Troon 55° 32′ 2,7″ N, 4° 38′ 49,2″ W            | Hotel                      | 42114   |                                                    |
| Church of Our Lady of the Assumption and St Meddan | Troon 55° 32′ 42,2″ N, 4° 39′ 12,5″ W           | Kirche                     | 42129   | Church of Our Lady of the Assumption and St Meddan |
| Mausoleum von St Quivox                            | St Quivox 55° 28′ 59,6″ N, 4° 34′ 21,5″ W       | Mausoleum                  | 47011   | Mausoleum von St Quivox (rechts im Bild)           |
| St Quivox Parish Church                            | St Quivox 55° 29′ 0″ N, 4° 34′ 22,7″ W          | Kirche                     | 48638   | St Quivox Parish Church                            |
| Hofraum von Culzean Castle                         | nahe Maidens 55° 21′ 17,6″ N, 4° 47′ 18,3″ W    | Hof                        | 51823   | Hofraum von Culzean Castle                         |
| Brunnen von Culzean Castle                         | nahe Maidens 55° 21′ 14,8″ N, 4° 47′ 19,2″ W    | Brunnen                    | 51824   | Brunnen von Culzean Castle                         |
| Torhaus von Culzean Castle                         | nahe Maidens 55° 21′ 14″ N, 4° 47′ 12,7″ W      | Tor                        | 51827   | Torhaus von Culzean Castle                         |
| Stallungen von Culzean Castle                      | nahe Maidens 55° 21′ 18,3″ N, 4° 47′ 15,7″ W    | Stallung                   | 51829   | Stallungen von Culzean Castle                      |